# Kulievia paradecipiens
Kulievia paradecipiens är en kvalsterart som först beskrevs av Kulijev 1962.  Kulievia paradecipiens ingår i släktet Kulievia och familjen Oppiidae. Inga underarter finns listade i Catalogue of Life.